# Rąblewscy herbu Rawicz
Rąblewscy herbu Rawicz – polski rodzina szlachecka.

## W herbarzu Kaspra Niesieckiego
W Herbarzu polskim Kaspra Niesieckiego wymienieni są następujący przedstawiciele rodu:
- Jędrzej, ojciec Józefa oraz – z małżeństwa z Marianną Żmijowską – Ignacego i Zofii,
- Józef, syn Jędrzeja, jezuita,
- Ignacy, syn Jędrzeja i Marianny Żmijowskiej,
- Zofia, córka Jędrzeja i Marianny Żmijowskiej, żona Antoniego Otfinowskiego.